# Alberto di Jorio

Kardinalswappen und Wahlspruch

Alberto Kardinal di Jorio (* 18. Juli 1884 in Rom, Italien; † 5. September 1979 ebenda) war ein Kurienkardinal der römisch-katholischen Kirche.

## Leben
Alberto di Jorio studierte in Rom die Fächer Katholische Theologie und Philosophie und empfing im Jahre 1908 das Sakrament der Priesterweihe. Von 1908 bis 1910 unterrichtete er am Priesterseminar von Perugia. Ab 1910 stand er in Diensten des Vatikans, wo er zunächst bis 1918 als Offizial des Vikariats Rom tätig war, ehe er 1918 als Sekretär in das Institut für Religiöse Arbeit wechselte, dessen Leitung er im Jahre 1922 übernahm und bis 1958 wahrnahm. Zusätzlich war er von 1940 bis 1947 Sekretär der Kardinalskommission für spezielle administrative Belange des Heiligen Stuhls. Von 1947 bis 1958 war er Sekretär des Kardinalskollegiums.
Ab 1910 arbeitete er neben seinen Verpflichtungen im Vatikan als Gemeindepriester in verschiedenen Pfarreien Roms. Er nahm die Aufgabe des Sekretärs des Konklaves des Jahres 1958 wahr. Papst Johannes XXIII. nahm ihn unmittelbar nach seiner Amtsübernahme als Kardinaldiakon pro illa vice von Santa Pudenziana in das Kardinalskollegium auf. Außerdem war Alberto di Jorio ab 1958 Direktor des Verwaltungssekretariats für die Vorbereitung des Zweiten Vatikanischen Konzils, ab 1961 Pro-Präsident der Päpstlichen Kommission für den Vatikanstaat. 1962 ernannte ihn Johannes XXIII. zum Titularerzbischof von Castra Nova und spendete ihm die Bischofsweihe; Mitkonsekratoren waren die Kurienkardinäle Giuseppe Pizzardo und Benedetto Aloisi Masella. Ein Jahr später nahm er am Konklave des Jahres 1963 teil, wo er im letzten Wahlgang wohl zu einer Einigung beitrug. 1967 wurde di Jorio unter Beibehaltung seiner Titeldiakonie zum Kardinalpriester erhoben.
Alberto di Jorio starb am 5. September 1979 in Rom und wurde in der Basilika Santa Pudenziana beigesetzt. Der 95-jährige war zu seinem Todeszeitpunkt ältestes Mitglied des Kardinalskollegiums.

## Ehrungen
- 1963: Großkreuz des Verdienstordens der Italienischen Republik